# Piccoli attori
Piccoli attori (Babes in Arms), conosciuto anche come Ragazzi attori, è un film del 1939 diretto da Busby Berkeley.
Trae origine dal musical Babes In Arms di Richard Rodgers che andò in scena al Shubert Theatre dal 1937, spostandosi al Majestic Theatre per il Broadway theatre arrivando a 289 recite e rendendo note le canzoni The Lady Is a Tramp e Where or When, che nella versione di Dion DiMucci con The Belmonts arrivò terza nella Billboard Hot 100 nel 1960. 
Per la sua performance, Mickey Rooney ottenne a soli 20 anni la candidatura all'Oscar al miglior attore nell'edizione del 1940.